# Basilika St. Maternus

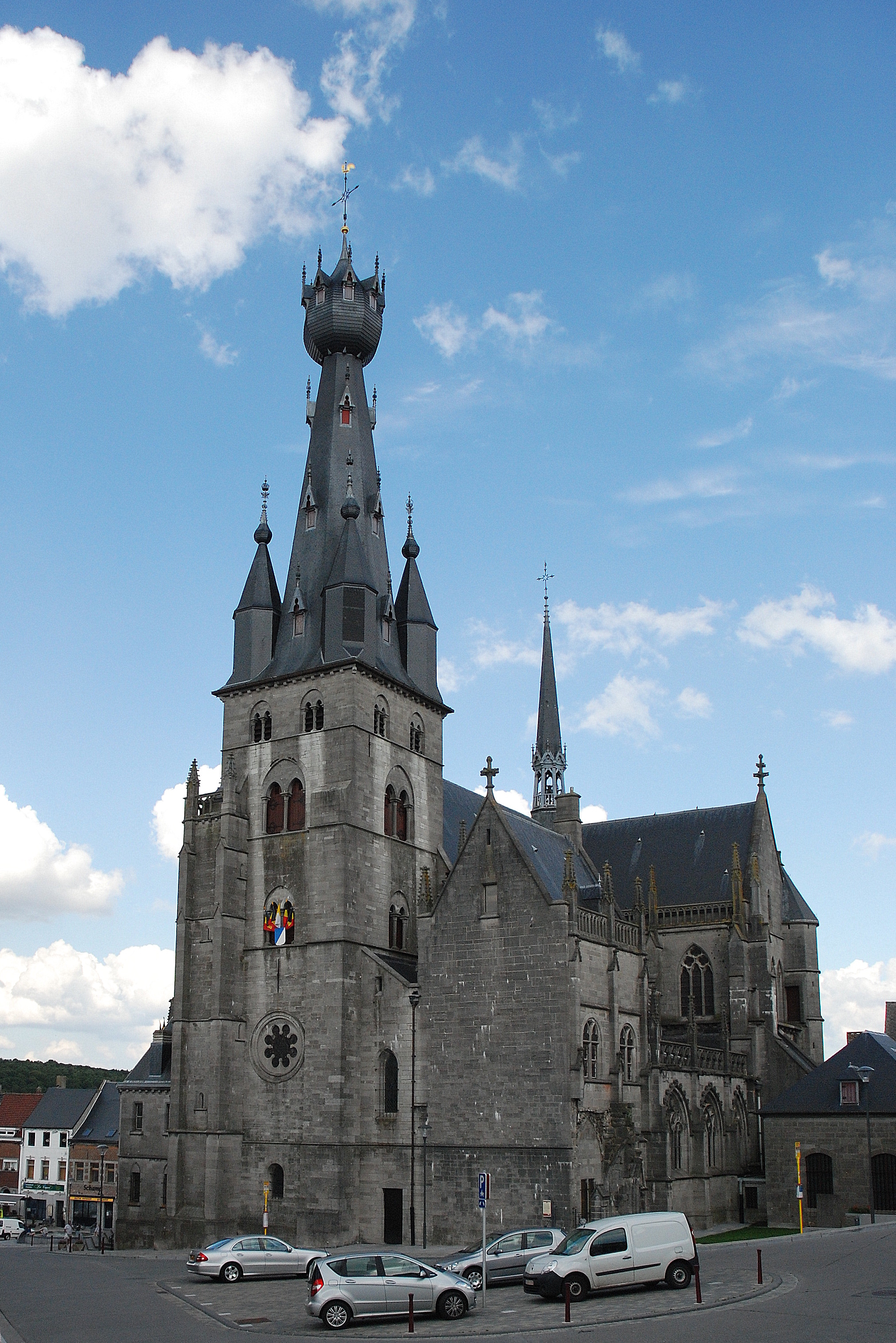
Außenansicht der Basilika

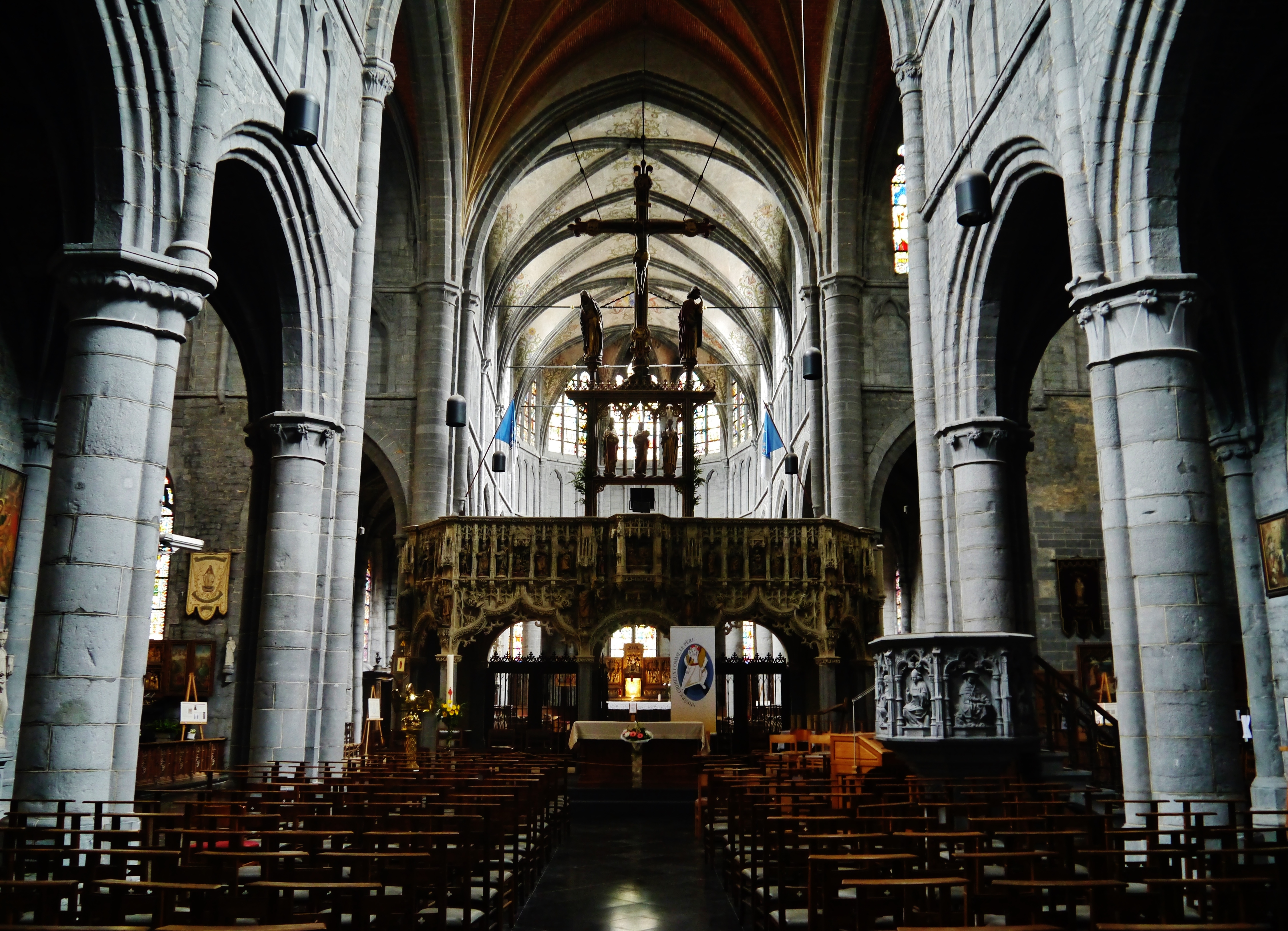
Choransicht mit Lettner

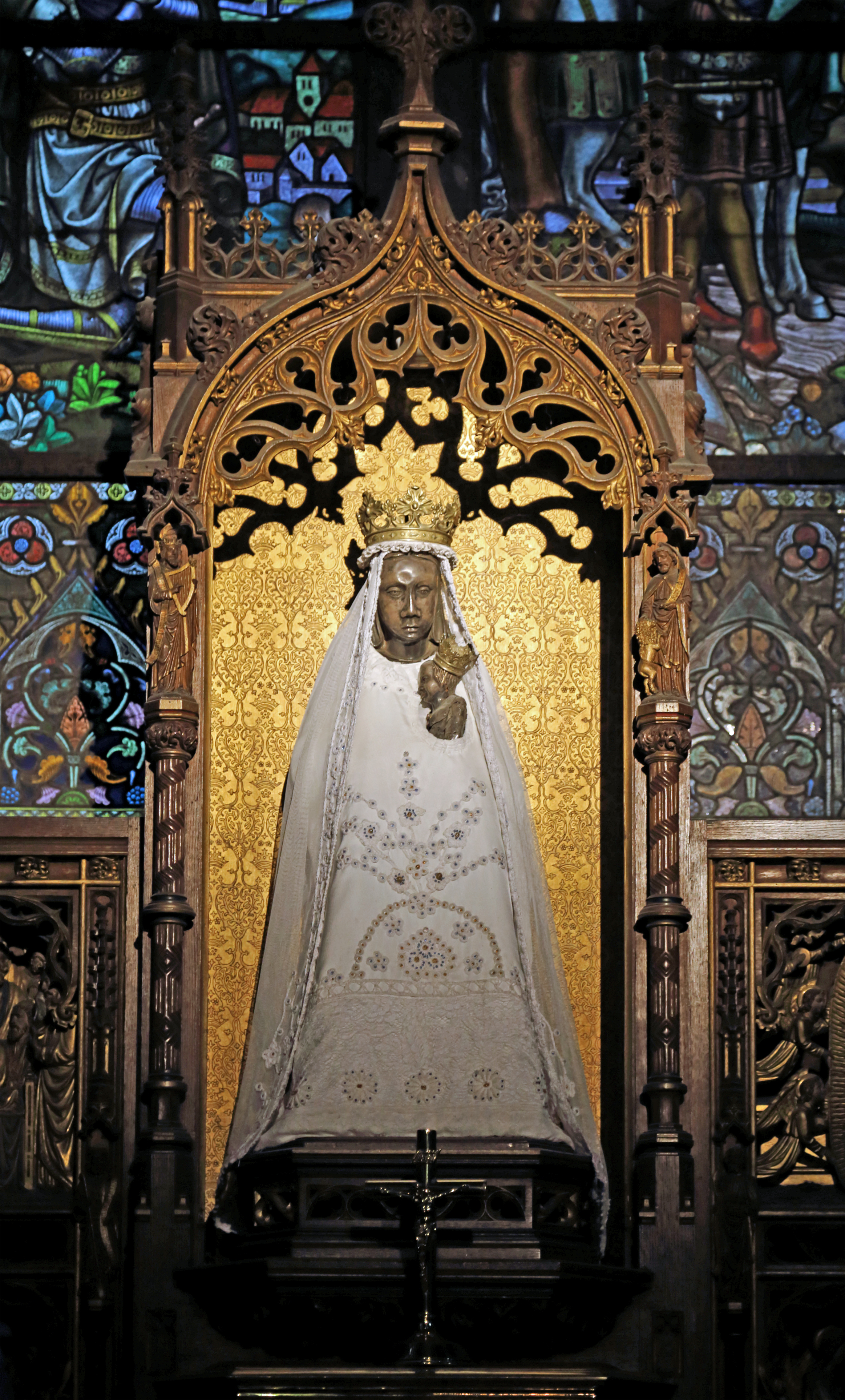
Notre Dame de Walcourt

Die Basilika St. Maternus (französisch Basilique Saint-Materne de Walcourt, auch Basilique Notre-Dame de Walcourt genannt) ist eine römisch-katholische Wallfahrtskirche in Walcourt in der wallonischen Provinz Namur in Belgien. Die Kirche des Bistums Namur ist dem Hl. Maternus gewidmet und trägt den Titel einer Basilica minor. Die gotische Kirche wurde vom 13. bis 16. Jahrhundert errichtet und gehört zum wallonischen Kulturerbe.

## Geschichte
Bereits die erste romanische Kirche war dem heiligen Maternus gewidmet, der die Region im 4. Jahrhundert evangelisiert hatte. Sie wurde von Oduin, dem Herrn von Walcourt, erbaut und im Jahre 1026 von Reginhard, Bischof von Lüttich geweiht. Oduin finanzierte ebenfalls ein Kapitel mit acht Kanonikern und machte die Kirche zur Stiftskirche.
Im Jahr 1228 zerstörte ein Feuer die Stiftskirche. Dabei soll eine angeblich auf Maternus zurückgehende Marienstatue gerettet worden sein, weshalb die Kirche wiederaufgebaut und die Zisterzienserabtei Le Jardinet am Ort gestiftet worden sein soll. Seit dem 13. Jahrhundert zieht die Marienstatue Unserer Lieben Frau von Walcourt dauerhaft große Zahlen an Pilgern an. Für die Unterstützung der Jungfrau Maria im Jahre 1329 während einer Pestepidemie, die die Stadt verwüstete, wurde die spätere große Dreifaltigkeitsprozession initiiert. Auch nach Unterbrechungen der Wallfahrt wegen der französischen Revolutionstruppen stiegen die Zahlen im 19. und 20. Jahrhundert wieder an. Im Jahr 1907 nahmen an der Prozession am Dreifaltigkeitstag 40.000 Menschen teil. Papst Pius XII. erhob das Marienheiligtum am 23. Mai 1950 in den Rang einer Basilica minor.

## Architektur
Die Kirche steht inmitten des Dorfes Walcourt auf einem Felsvorsprung mit Blick auf den Zusammenfluss von Eau d'Heure und Yves. Auf den Fundamenten der abgebrannten romanischen Kirche wurde eine fünfschiffige gotische Kirche errichtet, die im 17. Jahrhundert ihren auffälligen Turmhelm erhielt. Das Querschiff aus dem 14. Jahrhundert teilt das Langhaus etwa mittig in Chor und Kirchenschiff. Die Kirche ist 53 Meter lang und im Querhaus 27 Meter breit, der Glockenturm ragt 64 Meter auf. Seine Turmspitze wird von vier Türmchen flankiert und trägt eine charakteristische Turmspitze, die das Wahrzeichen von Walcourt ist.

## Ausstattung
Der Innenraum weist eine kunstreiche Ausstattung auf. Der herrliche Lettner aus weißem Stein stammt von 1531, 29 Nischen beherbergen Statuetten von regionalen Heiligen und biblischen Personen; sie sind von unterschiedlicher Größe und Stil, über ihnen erhebt sich ein Kalvarienberg. Das Chorgestühl aus Eiche wurde im frühen 16. Jahrhundert gefertigt. Die aus Lindenholz geschnitzte Statue der Gottesmutter ist romanisch und wird auf das 10. Jahrhundert datiert. Die Jungfrau sitzt vorne und hält auf ihren Knien das Jesuskind, das in eine andere Richtung schaut. Seit dem 17. Jahrhundert sind die beiden Gesichter mit einer silbernen Maske bedeckt, die im Laufe der Zeit geschwärzt wurden und eine schwarze Madonna erscheinen lassen. Die Statue befindet sich auf dem Altar des linken Querschiffs der Basilika. Der Kirchenschatz umfasst wertvolle Kunstgegenstände, insbesondere ein Reliquienkreuz aus dem 13. Jahrhundert, das Hugo d'Oignies oder einem Goldschmied seiner Schule zugeschrieben wird, sowie eine silberne Marienstatue aus dem 14. Jahrhundert mit einem blauen Saphir.